# Tsoukaládhes
Tsoukaládhes (Tsoukalades) är en ort i Grekland.   Den ligger i prefekturen Lefkas och regionen Joniska öarna, i den centrala delen av landet, 280 km väster om huvudstaden Aten. Tsoukaládhes ligger 260 meter över havet och antalet invånare är 514. Den ligger på ön Lefkas.
Terrängen runt Tsoukaládhes är huvudsakligen kuperad, men åt nordost är den platt. Havet är nära Tsoukaládhes åt nordväst.  Närmaste större samhälle är Lefkáda, 4,4 km öster om Tsoukaládhes. 